# Tuta (Colòmbia)
Tuta és un municipi colombià al departament de Boyacá, situat al centre-orient de Colòmbia, a la regió de l'Alt Chicamocha, a la Província del Centro. El terme té uns 165 km2 i uns 9.673 habitants (2015),És a uns 26 km de la ciutat de Tunja. Als inicis del poblament espanyol del territori dugué el nom de "Pueblo de los Aposentos de la Concepción y Santa Bárbara de Tuta"; per aquest motiu se l'ha conegut com a "Aposentos Tuta". El topònim Tuta en muysc cubun (idioma muisca) significa «Propietat del Sol», «Fill del Sol» o «Cultiu Prestat». El municipi limita al nord amb Sotaquirá i Paipa, a l'oest amb Cómbita, al sud amb Toca, Chivatá i Oicatá, a l'est amb Firavitoba i Pesca.
L'economia del municipi es fonamenta en l'agricultura i l'agroindústria. Entre els productes agrícoles hi destaquen la papa, l'ordi, el blat de moro, els fesols, així com diverses hortalisses. Pel que fa al bestiar es cria principalment boví i l'oví.

## Història

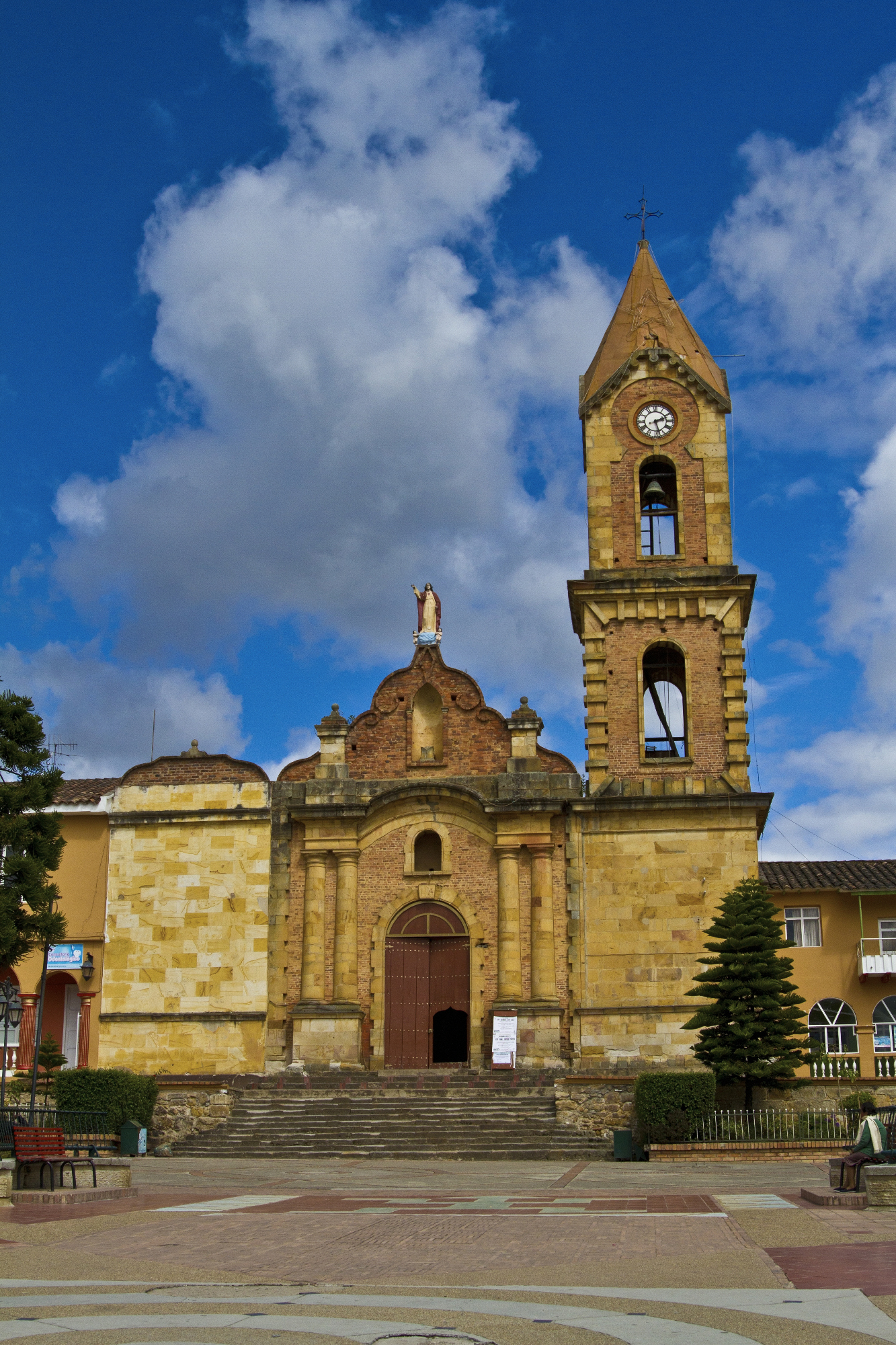
Capella Doctrinera de Tuta.

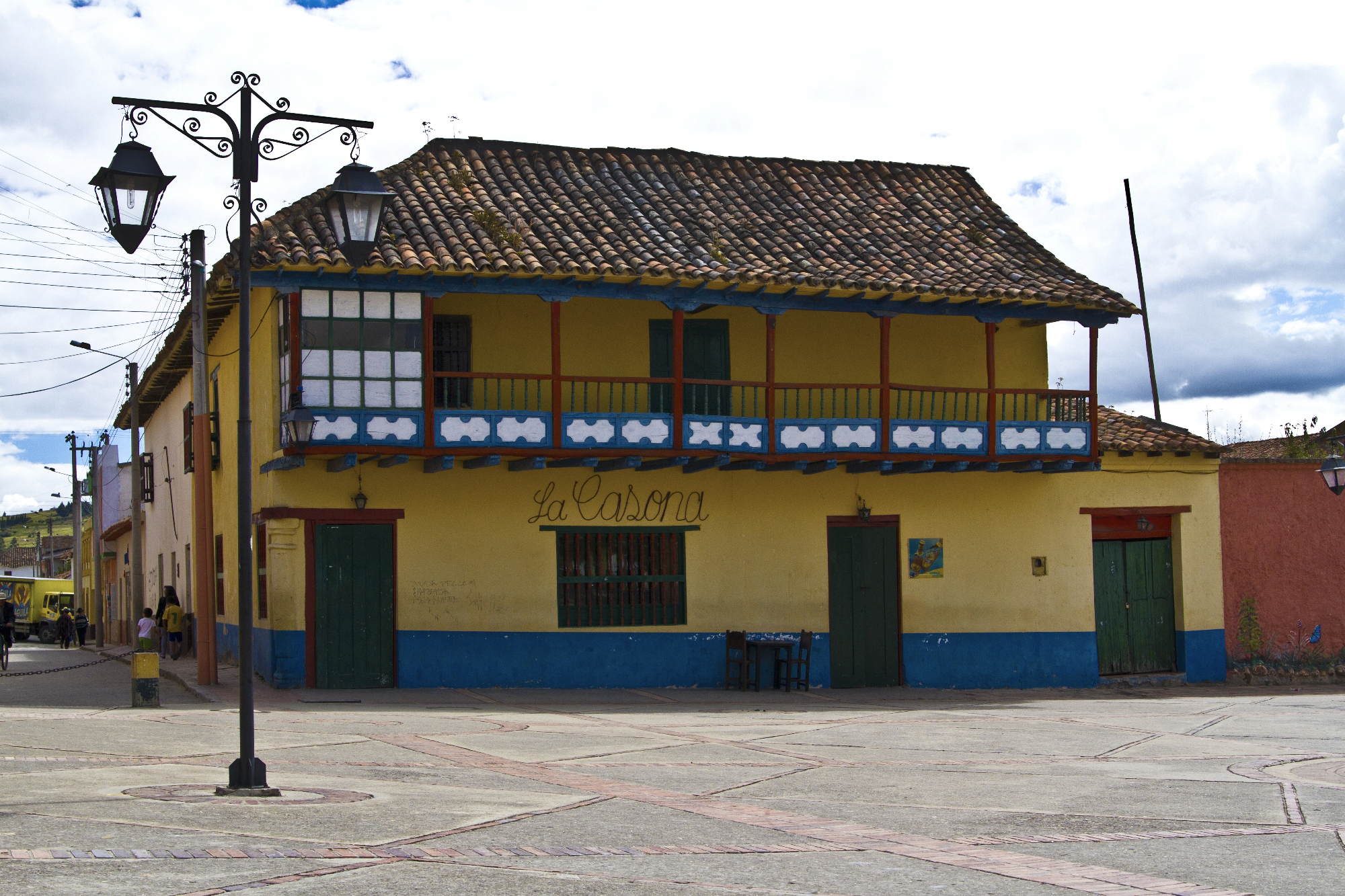
Casa colonial en la plaça fundacional de Tuta.

En l'època precolombina el territori de l'actual municipi de Tuta fou habitat pels indígenes tutes, de la confederació muisca, tributaris del Zaque d'Hunza; el seu primer cacic fou Tutasúa, germà de Tomagata. El 1556 arribaren els pares dominics, primers evangelitzadors de tuta. el primer comanador fou Miguel Sánchez, un dels soldats que va participar en la destrucció del Temple del Sol de Sogamoso. El segon comanador fou Juan de Avendaño. Durant bona part del segle XVIII Tuta pertangué a l'administració d'Oicatá i Cómbita. El 1776 l'Arquebisbe de Santafé de Bogotà, doctor don Agustín de Alvarado y Castillo, expedí un Decret de fundació de noves parròquies allí on els pobles ho sol·licitessin, fet amb el que el caseriu de Tuta fou elevat a la categoria de parròquia, oficialitzant-ser el 23 de març de 1777. El 23 de desembre de 1783 el corregidor de justícia major de Tunja nomenà com a alcalde pedani a don Jerónimo Escobar. El 2 de gener de 1794 Tuta fou annexada a l'administració de la Vall de Sotaquirá, sota la dependència de l'alcalde de Paipa. Als anys 1800 Tuta i Sotaquirá tingueren un mateix alcalde, fins que el 1816 aconseguí la seva independència, sent el seu primer alcalde el senyor Pedro Fonseca .